# Christian Wasserfallen
Pour les articles homonymes, voir Wasserfallen.
Christian Wasserfallen, né le 30 juin 1981 à Berne (originaire de Wileroltigen) est une personnalité politique suisse, membre du Parti libéral-radical. 
Il est député du canton de Berne au Conseil national depuis décembre 2007.

## Biographie
Christian Wasserfallen naît le 30 juin 1981 à Berne. Il est originaire de Wileroltigen, dans le même canton.
Fils de l'ancien conseiller de ville bernois et conseiller national Kurt Wasserfallen, il étudie l'ingénierie des machines à la Haute École spécialisée bernoise[réf. nécessaire]. Il termine ses études en 2007[réf. nécessaire].
Christian Wasserfallen a le grade d'appointé à l'armée. Il est en couple avec Alexandra Thalhammer, qui siège sous les couleurs du PLR au parlement de la ville de Berne de 2015 à 2018.

## Parcours politique
Sa carrière politique débute en 2000 en tant que délégué des Jeunes libéraux radicaux suisses[réf. nécessaire]. Il préside les Jeunes libéraux radicaux de la ville de Berne de 2002 à 2005[réf. nécessaire]. En 2003, il est élu au législatif de la ville de Berne.
En 2007, il est élu conseiller national pour le Parti libéral-radical. Il est réélu lors des élections fédérales de 2011, 2015, 2019 et 2023. Il est membre de la Commission de l'environnement, de l'aménagement du territoire et de l'énergie (CEATE) depuis 2009 et président de la Commission de la science, de l'éducation et de la culture (CSEC) depuis 2011, après avoir fait partie de la Commission de gestion (CdG) de 2007 à 2011.
Christian Wasserfallen est l'un des cinq vice-présidents du parti libéral-radical de 2012 à 2019. Un temps pressenti en 2015 pour reprendre la présidence du parti, il renonce finalement début 2016. Cette même année, il est candidat à la présidence de l'Automobile Club suisse : son élection est cependant contestée, des plaintes sont déposées et il finit par renoncer au poste,. L'année suivante, en 2017, il déclare son intérêt pour le gouvernement du canton de Berne, mais il n'est pas retenu par son parti, qui lui préfère Philippe Müller.

## Positionnement politique
Pro-nucléaire, (il est membre du Forum nucléaire suisse), détracteur de la SSR, (il a été vice-président de l'Action pour la liberté des médias jusqu'en 2020) et opposant à la nouvelle politique verte de son parti, il est marqué très à droite au sein de son parti.